# Championnats d'Asie de boxe amateur 2015
Navigation
Édition précédente Édition suivante
La 28e édition des championnats d'Asie de boxe amateur s'est déroulée à Bangkok, Thaïlande, du 26 août 2015 au 5 septembre 2015.

## Résultats

### Podiums
| Catégories                  | Or                     | Argent                | Bronze                                 |
| Poids mi-mouches (-49 kg)   | Hasanboy Dusmatov      | Rogen Ladon           | Devendro Singh Gankhuyagiin Gan-Erdene |
| Poids mouches (-52 kg)      | Olzhas Sattibayev      | Shakhobidin Zoirov    | Azat Usenaliev Hu Jianguan             |
| Poids coqs (-56 kg)         | Chatchai Butdee        | Murodjon Akhmadaliev  | Kairat Yeraliyev Shiva Thapa           |
| Poids légers (-60 kg)       | Dorjnyambuu Otgondalai | Zakir Safiullin       | Elnur Abduraimov Daisuke Narimatsu     |
| Poids super-légers (-64 kg) | Wuttichai Masuk        | Fazliddin Gaibnazarov | Lim Hyun-chul Ahmad Ghossoun           |
| Poids welters (-69 kg)      | Daniyar Yeleussinov    | Eumir Marcial         | Byambyn Tüvshinbat Yasuhiro Suzuki     |
| Poids moyens (-75 kg)       | Bektemir Melikuziev    | Vikas Krishan Yadav   | Wahid Abderredha Sajad Mehrabi         |
| Poids mi-lourds (-81 kg)    | Adilbek Niyazymbetov   | Elshod Rasulov        | Hassan Shahini                         |
| Poids lourds (-91 kg)       | Vassiliy Levit         | Rustam Tulaganov      | Jahon Qurbonov Reza Moradkhanio        |
| Poids super-lourds (+91 kg) | Ivan Dychko            | Wang Zhibao           | Hussein Iashaish Satish Kumar          |

### Tableau des médailles
| Place | Pays              | Médaille d'or, Asie | Médaille d'argent, Asie | Médaille de bronze, Asie | Total |
| ----- | ----------------- | ------------------- | ----------------------- | ------------------------ | ----- |
| 1     | Kazakhstan        | 5                   | 1                       | 1                        | 7     |
| 2     | Ouzbékistan       | 2                   | 5                       | 1                        | 8     |
| 3     | Thaïlande         | 2                   | 0                       | 0                        | 2     |
| 4     | Mongolie          | 1                   | 0                       | 2                        | 3     |
| 5     | Philippines       | 0                   | 2                       | 0                        | 2     |
| 6     | Inde              | 0                   | 1                       | 3                        | 4     |
| 7     | Chine             | 0                   | 1                       | 1                        | 2     |
| 8     | Iran              | 0                   | 0                       | 3                        | 3     |
| 9     | Japon             | 0                   | 0                       | 2                        | 2     |
| 10    | Irak              | 0                   | 0                       | 1                        | 1     |
| 10    | Jordanie          | 0                   | 0                       | 1                        | 1     |
| 10    | Kirghizistan      | 0                   | 0                       | 1                        | 1     |
| 10    | Corée du Sud      | 0                   | 0                       | 1                        | 1     |
| 10    | Syrie             | 0                   | 0                       | 1                        | 1     |
| 10    | Tadjikistan       | 0                   | 0                       | 1                        | 1     |
| Total | 15 pays médaillés | 10                  | 10                      | 9                        | 39    |